# Descongélate
Descongélate és una pel·lícula de comèdia espanyola de l'any 2003, dirigida per Félix Sabroso i Dunia Ayaso, autors també del guió, i protagonitzada per Pepón Nieto, Candela Peña, Loles León i Rubén Ochandiano. Reflexiona en clau d'humor sobre la casualitat, la ironia i l'ambició i res no és el que sembla.

## Sinopsi
Justo Santos és un actor de segona amb gran habilitat per a les imitacions que es guanya la vida treballant en un cabaret. Un bon dia, rep una oferta milionària per a participar com a actor protagonista en la pròxima pel·lícula d'un dels directors més importants i famosos del moment. Justo veu en aquesta oferta de treball la possibilitat de sortir de l'anonimat i de la situació econòmica tan precària que travessa. No obstant això, tots els seus somnis i esperances es trastoquen quan, hores abans de signar el contracte que li canviarà la vida, succeeix una cosa inesperada. A partir d'aquest moment, Justo es veurà embolicat en una xarxa de mentides i successos tràgics que canviaran la seva vida de manera irreparable.

## Repartiment
- Candela Peña (Iris)
- Pepón Nieto (Justo)
- Loles León (Katy)
- Rubén Ochandiano (Berto)
- Jose Ángel Egido (Productor)
- Óscar Jaenada (Director)
- Pilar Castro (Anita)
- Roberta Marrero (Nona)
- Ángel Burgos (Chava)
- Carmen Machi (Carmela)
- Marieta Orozco

## Premis
- Premis Ondas 2003: Candela Peña, millor actriu.[4]